# IC 1565
IC 1565 (також позначається як IC 1567) — галактика типу E (еліптична галактика) у сузір'ї Риби.
Цей об'єкт міститься в оригінальній редакції індексного каталогу.